# University of Limerick
L'Università di Limerick (University of Limerick, in breve UL, in irlandese: Ollscoil Luimnigh) è stata fondata nel 1972 come Istituto Nazionale per l'Educazione Superiore (National Institute for Higher Education) ed è diventata università per statuto nel 1989, secondo quanto stabilito nel University of Limerick Act.
L'Università di Limerick è stata la prima università irlandese istituita dopo la fondazione, nel 1922, dello Stato della Repubblica d'Irlanda. Anche la Dublin City University fu istituita nello stesso giorno, immediatamente dopo l'Università di Limerick.
L'Università è situata lungo il fiume Shannon su un'area di 0,8 km quadrati (200 acri) all'interno del Parco Tecnologico Nazionale di Plassey (Plassey Technological Park), a circa 5 km di distanza dal centro di Limerick.
Attualmente, gli studenti a tempo pieno iscritti all'Università di Limerick sono più di 11.000; a questi si aggiungono altri 1500 studenti che studiano part-time. Ci sono anche più di 800 studenti laureati, i quali aspirano a conseguire un titolo di studio superiore alla Laurea (Master o Dottorato di Ricerca (Ph.D.) in genere come borsisti all'interno di un vasto numero di programmi di ricerca scientifica.
L'Università offre anche una gamma di "Taught Masters", ossia, programmi di studio non coinvolgenti attività di ricerca scientifica originale, basati su corsi simili (benché a livello superiore) a quelli destinati agli studenti che aspirano al conseguimento della Laurea di primo livello (Bachelor Degree). Circa 3000 studenti sono attualmente iscritti all'Università nei corsi di Taught Master.
Una peculiarità dei corsi disponibili presso l'Università è data dal programma di Educazione Cooperativa (Co-Operative Education, o, in breve, Co-Op). Tale programma, uno dei primi di questo tipo in Irlanda, consiste di stages della durata di otto mesi presso industrie la cui attività (spesso ad elevato contenuto scientifico-tecnologico) è attinente ai contenuti del corso di studi scelto dallo studente. L'attività svolta nell'ambito del programma Co-Op entra a far parte del curriculum accademico dello studente.

## Storia
Secondo quanto riporta il Dr. Edward M. Walsh, primo Presidente dell'Università di Limerick, già nel 1845 il sindaco (Major) della città propose la fondazione di un istituto universitario (Queen's College) a Limerick. La sua proposta non fu recepita, e furono invece favorite le sedi di Cork e Galway.
Nel 1957 si ebbe la fondazione, da parte dell'allora sindaco di Limerick Ted Russel, del Comitato Progetto Università di Limerick (Limerick University Project Committee). In favore di tale progetto si espresse anche Dermot P. Kinlen, giudice dell'Alta Corte, in seguito primo Ispettore Generale dello Stato per le Prigioni ed Luoghi di Detenzione. Tanto a Russel che a Kinlen furono in seguito (2002) conferiti titoli accademici onorari da parte dell'Università che avevano contribuito a fondare.
Negli anni sessanta lo Stato Irlandese non intendeva promuovere la fondazione di nuove istituzioni educative a livello universitario, adottando invece la pratica di creare second-tier colleges. Ciò portò alla fondazione dell'Istituto Nazionale per l'Educazione Superiore (National Institute for Higher Education, NIHE) in Limerick, del quale il Dr. Walsh fu nominato Direttore il 1º gennaio 1972. Nello stesso anno, a seguito dell'inaugurazione dell'Istituto da parte dell'allora Taoiseach (Primo Ministro) Jack Linch, furono registrate le iscrizioni dei primi studenti. La Compagnia per lo Sviluppo della Regione dello Shannon (Shannon Development Company) fu fin dall'inizio favorevole al progetto, e la sua influenza risultò nella creazione del Parco Tecnologico Nazionale (National Technological Park) che affiancò l'Istituto dopo la sua fondazione.
L'Università (così come, in precedenza, l'Istituto (NHIE)) è l'unica in Irlanda a recepire e mettere in pratica idee e concezioni educative tipiche degli Stati Uniti, introducendole in tal modo nel paese. Ad esempio, l'Università ha introdotto il programma di educazione cooperativa, ed adotta particolari procedure di valutazione della prestazione accademica degli studenti (grade point average marking).
Lo stile presidenziale del suo direttore-fondatore (e presidente fino al 1998) Edward M. Walsh ha avuto un ruolo cruciale nel processo che ha determinato l'innalzamento dell'Istituto allo status di Università. Negli anni ottanta, la limitatezza delle risorse messe a disposizione dal governo irlandese indusse il Presidente, Dr. Walsh, ad stimolare finanziamenti da parte della European Investment Bank e dalla World Bank (ai quali si aggiunsero contribuzioni da parte di privati ed alumni). Tale strategia venne adottata in un arco di tempo durante il quale le università irlandesi ricevevano i propri fondi essenzialmente dallo Stato, e la ricerca di finanziamenti provenienti da enti diversi dallo Stato non era attivamente perseguita.
Nel 1989, prima della trasformazione dell'Istituto in università, fu seriamente considerata l'opportunità di dare alla nascente università il nome di "Università Tecnologica di Limerick". Tale nome venne probabilmente preso in considerazione in ragione del fatto che i corsi offerti in ambito tecnologico erano punti di forza dell'offerta formativa, oppure fu derivato dall'intestazione "National Technological University" (Università Tecnologica Nazionale), nome di una università federale irlandese di là da venire la cui proposta di istituzione condusse, alla fine, all'istituzione in sua vece dell'Università di Limerick come università a sé stante. Fino alla metà degli anni novanta, l'articolazione dell'attività accademica ebbe scansione trimestrale; in seguito, si passò all'articolazione per semestri tipica delle università degli Stati Uniti.

## Organizzazione accademica
Le facoltà che fanno capo all'Università sono denominate "colleges". Vi sono sei colleges:
- Kemmy Business School (Facoltà di Economia)
- College of Education 
- College of Engineering (Facoltà di Ingegneria)
- College of Humanities (Facoltà di Studi Umanistici)
- College of Informatic and Electronics (Fac. Elettronico-Informatica)
- College of Science (Facoltà di Scienze).
Il Mary Immaculate College di Limerick (inizialmente un'istituzione di ispirazione cattolica per la formazione di insegnanti di Scuola Primaria, che ha poi allargato la sua offerta formativa ad includere corsi di Lingue, Storia, Matematica ed Informatica, Musica, Filosofia, Psicologia, Teologia e Scienze della Comunicazione) è anch'esso collegato all'Università.

## Alloggi per studenti

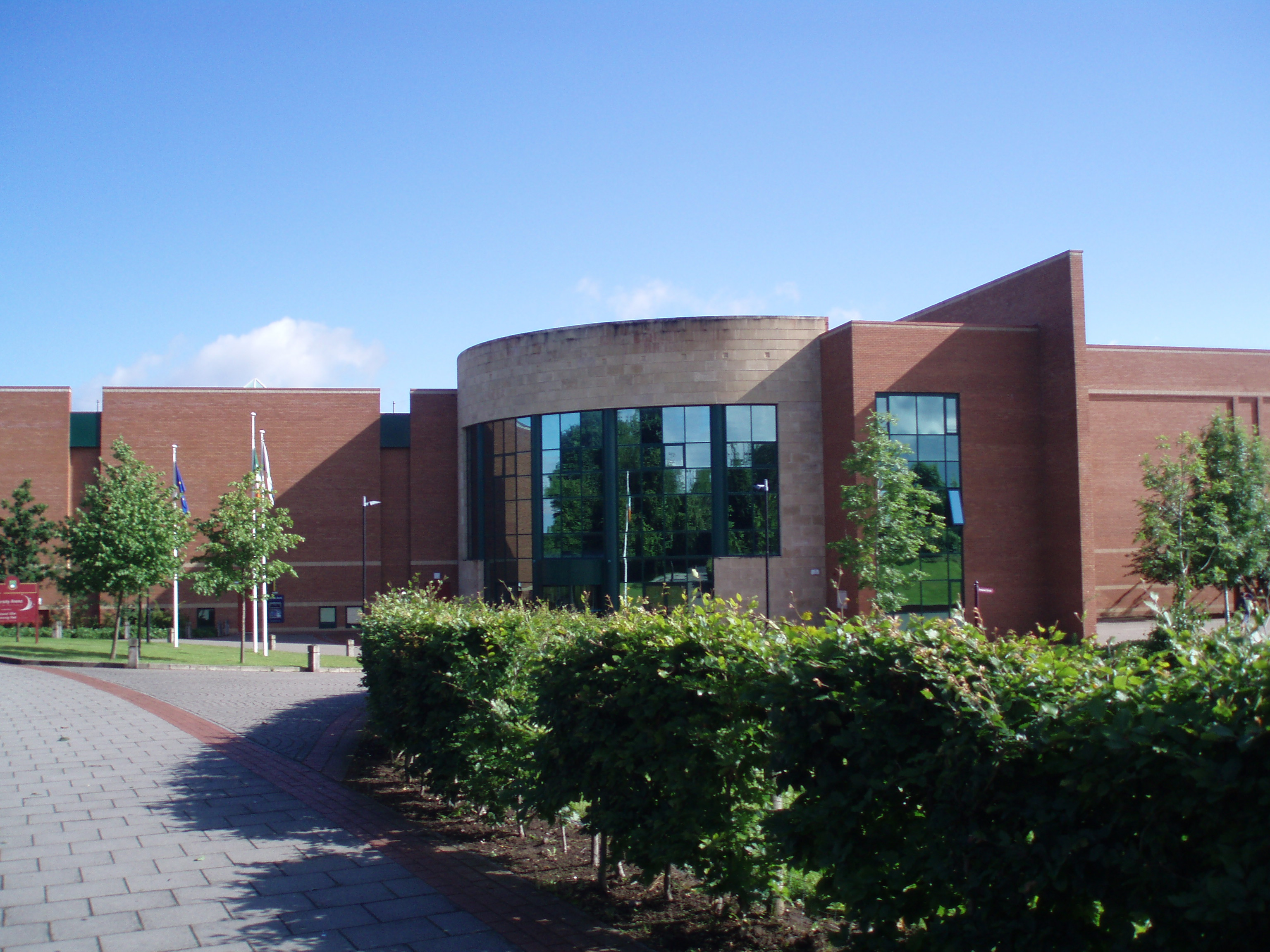
Centro sportivo

Molti degli isolati nelle vicinanze dell'Università sono in maggioranza abitati da studenti, specialmente nell'area dell'adiacente sobborgo di Castletroy. Negli ultimi anni sono nati parecchi grandi complessi di appartamenti per studenti, la cui costruzione è stata promossa da un regime di incentivi fiscali (Section 50 Tax Incentives). Tali complessi di alloggi sono situati entro 15-20 minuti di cammino dall'Università. L'Università di Limerick si distingue da altre università irlandesi per il fatto che una significativa frazione degli alloggiamenti per studenti è interna al campus. I villaggi per studenti interni al campus sono cinque, il più recente dei quali è stato aperto nel 2006.

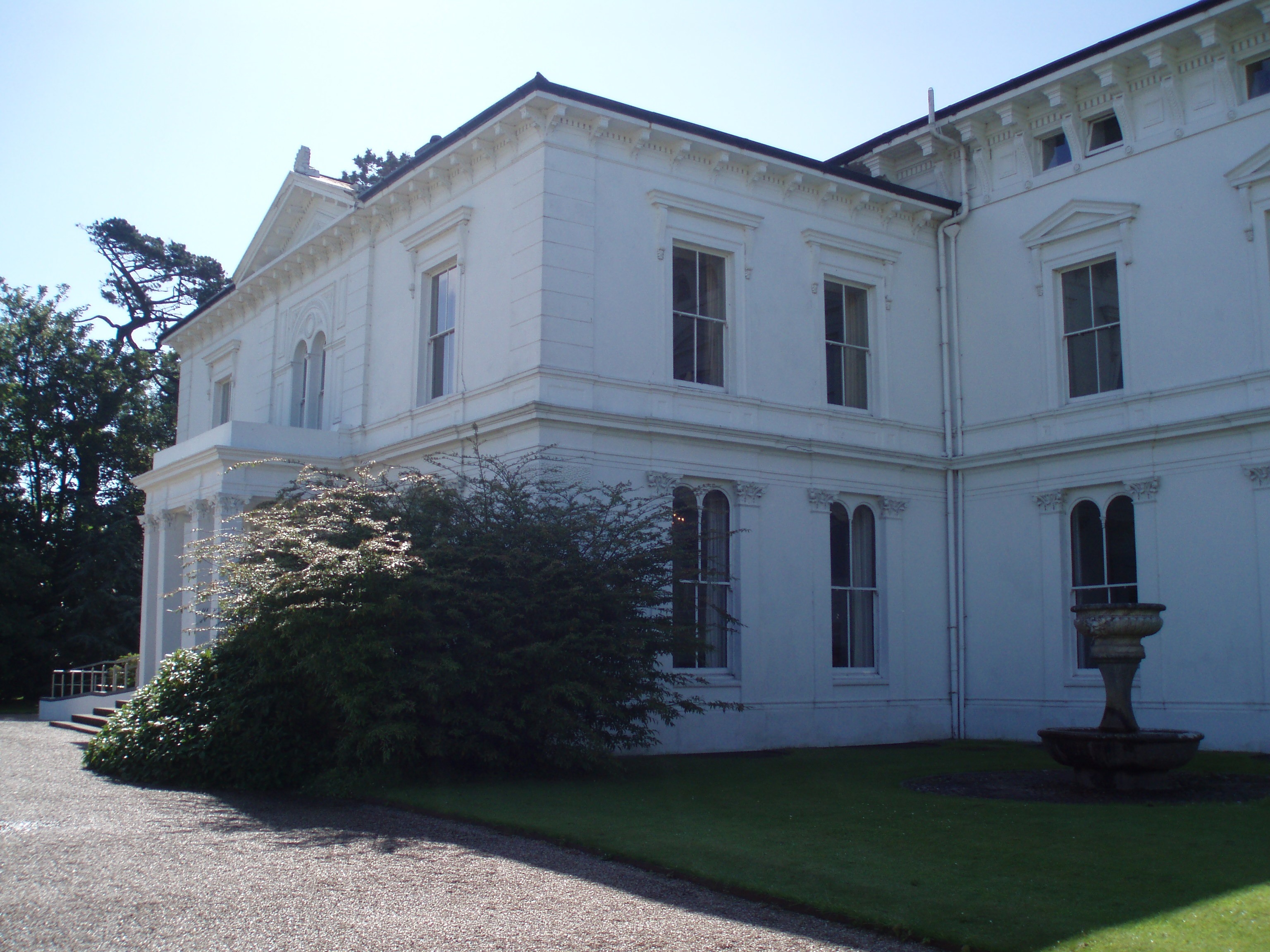
Plassey House

Il più vecchio dei villaggi per studenti è il Plassey Village, situato di fronte all'ingresso principale dell'Università. Il villaggio ospita 424 studenti in villette comprendenti quattro od otto stanze da letto ed un'area comune per la cucina ed il soggiorno. Il Plassey Village fu costruito in quattro fasi dal 1987 al 1992.
Il Kilmurry Village è il complesso immediatamente più recente dopo il Plassey Village, e si trova ad est del campus. Ospita 540 studenti in villette a sei od otto stanze da letto. Il Kimurry Village - costruito in due fasi tra il 1994 ed il 1997 - è quello più vicino all'University Arena, un complesso di installazioni sportive comprendente una piscina olimpionica da 50 metri.
Il Dromroe Village, completato nel 2001, si trova sulla riva sud del fiume Shannon. Può ospitare 457 studenti in appartamenti comprendenti due, quattro o sei stanze da letto con servizi indipendenti.
Il Thomond Village  fu aperto all'inizio del semestre autunnale del 2004, ed include i primi edifici universitari costruiti sulla riva settentrionale del fiume Shannon, nella Contea di Clare. Ospita fino a 504 studenti in appartamenti composti di una, due, quattro o sei stanze da letto.
Il Cappavilla Village è il villaggio di costruzione più recente, essendo stato aperto nel settembre del 2006 sulla riva nord dello Shannon vicino al nuovo edificio di Scienze della Salute (Health Sciences, costruito nel 2005). Lo stile architettonico di questo villaggio ricalca quello dei villaggi sciistici di lusso che si possono trovare in Europa. Il villaggio è ancora in espansione, essendo prevista l'apertura di un suo nuovo lotto per il settembre del 2007.

## Sviluppo
Negli ultimi dieci anni l'Università ha visto una sostanziale espansione del proprio campus, che è considerato da molti come il migliore tra quelli delle Università Irlandesi. Il Foundation Building (Edificio della Fondazione), che ospita la Sala da Concerti dell'Università (University Concert Hall, ora sede dell'Irish Chamber Orchestra, l'Orchestra da Camera Irlandese), la nuova Biblioteca e diversi altri edifici furono tutti costruiti durante gli anni novanta. 
Negli anni 2002-2004, al patrimonio edilizio dell'Università si aggiunsero l'edificio dell'Istituto di Scienze dei Materiali e delle Superfici (Materials and Surface Science Institute, MSSI), il Dromroe Student Village, una grande arena sportiva e, a fianco di quest'ultima, la prima piscina olimpionica da 50 metri costruita in Irlanda. Nel 2005, in un complesso edilizio eretto a fianco del Foundation Building furono aperti l'edificio per la ricerca ingegneristica (Engineering Research Building) ed il Millstream Courtyard, che ospita diverse attività di ristorazione.
L'espansione dell'Università prosegue a ritmo costante; a fianco dello Schumann Building è in atto la costruzione dell'edificio della Kemmy Business School, e di diversi nuovi edifici prospicienti la riva settentrionale del fiume Shannon. Il ponte dell'Università (University Bridge), inaugurato ufficialmente verso la fine del 2004, provvede l'accesso pedonale ed automobilistico a quello che diventerà un secondo campus sulla "Riva Nord". Un secondo ponte, esclusivamente pedonale, è in costruzione tra il Millstream Courtyard e l'Health Science Building.

## Pietre miliari nello sviluppo edilizio del Campus
- 1972 - Physical Education and Sport Sciences Building (originariamente sede del Thomond College of Education).
- 1974 - Fase 1A costruzione del Main Building: Blocchi A e B.
- 1978 - Costruzione dello Schrödinger Building.
- 1984 - Fase 1B costruzione del Main Building - Blocchi C (ampliato nel 1996), D ed E.
- 1985-1999 - Student Centre (incluso lo Students' Union building).
- 1992 - Costruzione dello Robert Schuman Building.
- 1993 - Costruzione del Foundation Building.
- 1996 - Costruzione del Kathleen Lonsdale Building.
- 1997 - Costruzione della Biblioteca (Glucksman Library & Information Services).
- 1999 - Costruzione del Computer Science Building.
- 2000-2001 - Costruzione della University Arena.
- 2002 - Costruzione dell'MSSI Building.
- 2005 - Costruzione dell'Engineering Research Building e del Millstream Courtyard.
- 2005 - Costruzione dell'Health Sciences Building.

## Italiani nell'Università di Limerick

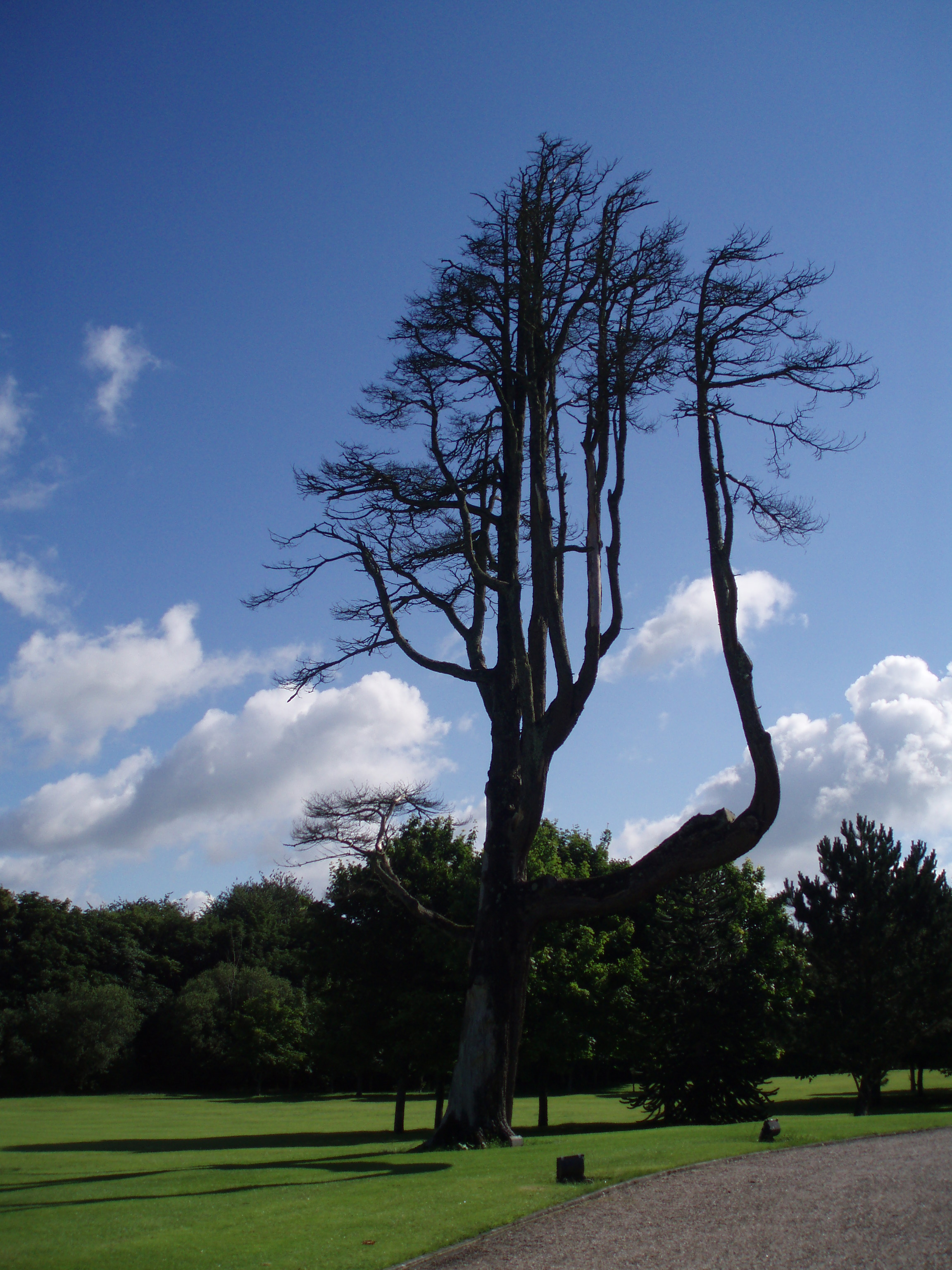
Particolare del campus

L'Università ospita a vario titolo numerosi studenti e studiosi italiani. L'Università offre corsi di inglese per stranieri a livello da principiante ad avanzato e di varia durata, che vengono frequentati da gruppi di studenti, o da singoli, durante i mesi d'estate in cui le lezioni dell'Università sono sospese (da fine giugno a fine agosto). Questi studenti seguono corsi tenuti nelle stesse aule usate per le lezioni universitarie durante l'anno accademico, e vengono ospitati negli stessi villaggi occupati durante le lezioni dagli studenti dell'Università.
Alcuni studenti universitari italiani iscritti a Corsi di Laurea a carattere tecnologico-scientifico hanno scelto e scelgono tuttora l'Università di Limerick come sede in cui svolgere almeno parte del lavoro richiesto per la loro Tesi di Laurea, potendosi in tal modo avvalere delle risorse e moderne attrezzature presenti in alcuni degli Istituti di Ricerca dell'Università (MSSI, Chemical and Environmental Science (CES), Stokes Institute, Dipartimento di Fisica, Dipartimento di Ingegneria ed Informatica, Matematica).
Ricercatori italiani sono o sono stati presenti a vario titolo nei Dipartimenti tecnico-scientifici ed umanistici (da studenti di Master o di Ph.D a Research Fellows, ossia ricercatori in possesso del titolo di Ph.D. (o Dottore di Ricerca) che svolgono il loro lavoro di ricerca in modo più autonomo e remunerativo degli studenti di Master e Ph.D.). Non di rado, tali ricercatori hanno ottenuto il loro Ph.D. dalla stessa Università di Limerick.
Il 2 aprile 2004 l'Università di Limerick ha conferito un Dottorato Onorario in Legge al prof. Romano Prodi, già Presidente della Commissione Europea e due volte Presidente del Consiglio dei ministri italiano, in riconoscimento dei risultati da lui ottenuti nelle varie cariche e capacità politiche, economiche ed accademiche ricoperte in Italia ed in Europa.

## Sport
La squadra di football americano dell'università, gli University of Limerick Vikings, ha vinto 3 Shamrock Bowl e una EFAF Atlantic Cup.